# Tage Frandsen
Tage Frandsen (født 15. marts 1948) er en dansk frisør
og kendt for at klippe, frisere og style en lang række danske skuespillere, sangere, politikere og andre berømtheder.
Sit store folkelige gennembrud fik han i 1981, da han var frisør for den unge brud Janni, da hun blev gift med rejsekongen Simon Spies ved årtiets mest spektakulære bryllup.
I 2021 udkom bogen ”Tage Frandsen – Historien om Danmarks første kendisfrisør”, skrevet af journalisten Kasper Iversen. Her fortalte Tage Frandsen for første gang om, hvordan barndommen i Horsens var præget af vold og afsavn. I bogen fortæller Tage Frandsen også, hvordan han som ganske ung blev gift og fik en datter. Kort efter blev hans kone atter gravid, og denne gang viste det sig, at faderen var Tage Frandsens egen lillebror.
I en årrække arbejdet for flere danske sommmerrevyer og teatre. I 1980 fik han en bronzemedalje ved VM for frisører i Rotterdam for sin Aftenfrisure. Ingen anden dansk frisør har siden fået en VM- medalje ved noget frisør-VM.[kilde mangler]
Siden 1980 har Tage Frandsen desuden ejet og drevet frisørsalon i København. Trods stor succes, berømmelse og fast plads som farverig figur i de kulørte blade, gik Tage Frandsen i begyndelsen af 1990’erne konkurs. Han blev tvunget til at lukke sin på daværende tidspunkt store salon med mange ansatte.
I 1992 gjorde Tage Frandsen comeback og åbnede en salon på H.C. Ørstedsvej på Frederiksberg, hvor han har arbejdet lige siden. Salonen solgte han i 2016 til frisøren Peter Aagaard, men Tage Frandsen arbejder fortsat i salonen tre dage om ugen.